# 12697 Verhaeren
12697 Verhaeren eller 1989 SK3 är en asteroid i huvudbältet som upptäcktes den 26 september 1989 av den belgiske astronomen Eric W. Elst vid La Silla-observatoriet. Den är uppkallad efter poeten Émile Verhaeren.
Asteroiden har en diameter på ungefär 14 kilometer och den tillhör asteroidgruppen Dora.